# Sistema de reconhecimento facial
Um sistema de reconhecimento facial é uma técnica cuja base vem de que cada pessoa tem um padrão característico facial em que, usando algum sistema de análise profunda de imagem, se pode identificar tal indivíduo.
Relaciona-se a esse sistema o retrato falado. Dado uma gama de características, era desenhado o rosto do suposto criminoso. Da mesma forma, surge sistemas que identificam esses padrões tendo usabilidade em vários fatores, como para celular, que desbloqueia a tela com um rosto específico ou até mesmo, como no exemplo citado, para identificar possíveis crimes, ou até atentados.
Apesar de trazer benefícios, esse tipo de tecnologia traz a discussão sobre a exatidão dessa analise de imagem, ou até mesmo sobre a questão da privacidade, levantando debates sobre controle social, quebra de liberdade individual e se vale realmente a pena toda essa vigilância em prol da segurança que esses tipo de sistema tem o propósito de trazer.

## Funcionamento
Após o processo de detecção facial, o rosto é recortado, e descolorido, geralmente ficando em tons de cinza para assim eliminar alguns obstáculos, como a iluminação do ambiente e a qualidade da foto. Depois, cria-se um template, feito com representações matemáticas, gerando uma grade de seu rosto, feito com a comparação das características do mesmo, como a distância e o tamanho dos olhos, formato do rosto e todas as outras características individuais de uma face. Após isso, esse template é usado em um banco de dados onde retém uma grande quantidade de fotos, geralmente um banco de dados policial, usado para identificar criminosos, fotos postadas em locais públicos, como redes sociais ou de alguma empresa privada que venda esse tipo de dados para um uso específico, comparando com todos os rostos que estão armazenados até encontrar um em que tenha o maior número de características em comum.
Dois grandes problemas que podem ser encontrados com esse método são o falso negativo e o falso positivo. Ambos os termos usados pela medicina para identificar a presença de uma doença. Já no reconhecimento facial, é a chance do sistema falhar em reconhecer uma face.[carece de fontes?]
- O falso negativo é o que, mesmo comparando uma foto à pessoa que foi fotografada, não é reconhecido como a mesma pessoa.
- O falso positivo, sendo esse o mais grave, podendo gerar uma invasão de privacidade ou até mesmo a incriminação de um inocente. Ele consiste em identificar uma outra pessoa através daquele padrão de rosto.[6]

Existem diferentes tipos de algoritmos criados para realizar essa metodologia, usando de diferentes formas para conseguir as informações necessárias da foto, e então, comparar com outras já existentes, sendo as mais conhecidas a Eigenfaces, Local Binary Patters Histograms, Fisherfaces, Scale Invariant Feature Transform e Speed Up Robust Features.

## Aplicações

### Brasil
Um caso que ficou bastante conhecido no país foi o do carnaval de salvador de 2019, onde um criminoso foi detido graças a essa tecnologia, mas o Brasil já usa dessa tecnologia desde antes, levantando até a polêmica de que em 2018 foi estimado que 90% dos presos por reconhecimento facial foram negros.
Apesar de não ser tão falado, ela já se encontra presente do dia a dia, como o caso dos ônibus, que usam de uma câmera para checar a legitimidade do uso dos cartões de gratuidade, e aeroportos para evitar transição de criminosos para outros lugares.

#### Aeroporto
Em 2016, a Receita Federal implanta o sistema de reconhecimento facial nos aeroportos. No mesmo ano, 14 aeroportos espalhados pelo Brasil receberam dessa tecnologia que armazena além dos rostos, algumas informações como a renda declarada, ocupação, frequência, conteúdo de bagagem e natureza de viagens dos passageiros, armazenando tudo em um banco de dados, facilitando assim o trabalho de fiscais que precisam analisar se o embarcante está em condições legais de viajar, ai então enviam as informações para o aeroporto do qual será o destino do avião.

#### Carnaval
Um exemplo que já foi dado, o carnaval de Salvador.  O triunfo dessa tecnologia se marcou com a captura de um criminoso procurado desde 2018. O fato interessante dessa captura foi que o homem usava uma fantasia das Muquiranas, mas toda maquiagem não atrapalhou a precisão do sistema.
No Rio de Janeiro, a tecnologia teve um resultado de 4 prisões e a localização de um carro roubado enquanto a mesma estava em período de teste. Tendo a aprovação e sendo utilizada até o último dia, foram 10 presos e mais de 8000 foragidos e desaparecidos foram identificados pelas câmeras.

#### Condomínios
Para gerenciar que quem entra e sai do condomínio, algumas empresas estão enxergando além de colocar um porteiro como vigia. Para trazer uma melhor precisão em trazer segurança para moradores, alguns condomínios tem adotado o sistema de câmeras de reconhecimento facial, em que o morador recebe o acesso para entrar apenas em ser identificado.
Apesar do risco do falso positivo, esse método de segurança tem ganho voz com o sucesso do reconhecimento facial no carnaval.

#### Ônibus
Como também já foi dito, os ônibus tem usado reconhecimento facial para evitar fraude no uso da gratuidade. Um teste feito pela Viação Pendotiba em 2015, revela que 23% do uso da gratuidade não era feito por quem adquiria o direito. Visando acabar com isso, tem se usado tanto a biometria, quando o reconhecimento facial.

#### Polícia
A Polícia Militar do Rio de Janeiro adotou o reconhecimento facial no dia 7 de Julho , com o uso estratégico de monitorar locais que levavam ao Maracanã, já que iria sediar a final da Copa América. Quando um criminoso é identificado, um alarme silencioso é acionado, assim acionando policiais próximos assim trazendo a possibilidade de fazer uma abordagem surpresa e pacífica.

##### Secretaria de Segurança Pública da Bahia
Câmeras com reconhecimento facial tornaram-se uma ferramenta poderosa da Secretaria de Segurança Pública (SSP) da Bahia para localizar e deter suspeitos e criminosos foragidos. Com essa tecnologia todos estão sujeitos a ter esse tipo  de reconhecimento facial.

#### Shopping
Com a grande movimentação diária que um shopping enfrenta, existe a necessidade de reconhecimento facial para evitar furtos ou até mesmo analisar se quem tá entrando no estabelecimento não o está fazendo para se esconder da polícia. Três shoppings da Central Fluminense já adotaram essas câmeras e através delas, um traficante já foi preso.

#### Projetos de lei
- No dia 7 de Março de 2018, o deputado Julio Lopes (PP) apresenta o PL 9736/2018, cujo objetivo é incluir na lei de execução penal, que os custodiados, ao serem apresentados no estabelecimento penal, sejam identificados pelo método biométrico do reconhecimento facial.
- No dia 24 de Abril de 2019, o deputado Juninho do Pneu (DEM) apresenta o PL 2537/2019, cuja ementa diz que todo estabelecimento que usa de reconhecimento facial, deve apresentar um aviso.
- No dia 21 de Agosto de 2019, o deputado Bilbo Nunes (PSL) apresenta o PL 4612/2019, em que é visado usar câmeras de reconhecimento facial em locais públicos a fim de auxiliar a segurança no combate ao crime e identificação de fugitivos.

#### Uso da tecnologia por empresas privadas
A companhia aérea Gol fez um teste de 15 dias de reconhecimento facial em um dos seus embarques no Aeroporto do Galeão. Funcionários da companhia aérea fazem o cadastro da face dos passageiros por tablet, e em um totem com uma câmera de reconhecimento facial permite o acesso ao avião. A entrada, porém,não dispensa a documentação original com foto.
O supermercado Pão de Açúcar do Grupo Pão de Açúcar(GPA), juntamente com a empresa de tecnologia Microsoft, realizou uma parceria para conseguir instalar novas tecnologias nos supermercados da marca. Algumas lojas do grupo serão abertas contandi com diversas tecnologias diferentes como reconhecimento facial. Visando uma experiência melhor para os seus clientes, essa tecnologia está sendo implantada nos supermercados. O grupo Pão de Açúcar está investindo forte em tecnologias e ferramentas digitais.
A empresa Sem Parar, serviço de pagamento automático em veículos fez testes de reconhecimento facial para pagamentos de seus clientes. Essa tecnologia está sendo usada principalmente em estacionamentos. Um dos shoppings que estão sendo realizados esse procedimento são Morumbi e Iguatemi em São Paulo. A intenção é de que clientes apenas se aproximem ao valet e sejam identificados. Os clientes poderão adicionar seus rostos no cadastro em totens disponíveis em estabelecimentos parceiros da companhia. De acordo com o Sem Parar, as imagens são criptografadas pelo sistema, para garantir a segurança.
O reconhecimento facial é uma tecnologia muito utilizada para encontrar pessoas e também realizar pagamentos. No Brasil, essa tecnologia também é usada no setor de segurança. A Mapiface é uma startup fundada em São Paulo, traz a possibilidade do uso da tecnologia de reconhecimento facial para combater fraudes e auxiliar no marketing. As câmeras de smartphones, computadores e outros dispositivos são utilizadas pela Mapiface para análises comportamentais, realizadas no próprio sistema. O objetivo é identificar fraudes virtuais em logins ou pagamentos. É possível utilizar a mesma análise para avaliar as reações dos clientes, o que possibilita ações dos times de marketing.

### China

#### Novos usuários de celular
Novos usuários de telefonia móvel são, a partir de 8 de Dezembro de 2019, obrigados a registrar seus próprios rostos em seus telefones celulares. Com uma nova lei que foi implementada em Dezembro de 2019, tem como objetivo ampliar banco de dados de rostos e por conta disso aumentar a eficiência de reconhecimento facial.
Tal regra já é discutida desde Setembro de 2019 pelas autoridades chinesas do Ministério da Indústria e Tecnologia da Informação. Essa lei tem como objetivo, também, impedir a revenda de chips de celulares e aumentar a segurança digital no país.
Para fazer o cadastro de seus rostos nos dados dos celulares, é necessário que os usuários dos telefones móveis tirem uma foto de suas identidades, para que posteriormente a foto mandada pelo usuário possa ser comparada com a foto da identidade mandada. Isso é uma medida tomada para que possa ser conferida veracidade das informações.

#### Reconhecimento emocional para antecipar crimes
Sistemas de inteligência artificial capazes de identificar emoções como estresse, agressividade e nervosismo estão sendo instalados para o monitoramento de aeroportos e estações de trem. Com essa tecnologia, é possível que crimes ou demais ações sejam descobertas antes mesmo de serem feitas.

#### Universidades chinesas
Em algumas universidades chinesas, os alunos ao realizarem a matrícula nos cursos superiores devem realizar um registro de seus rostos para confirmar a matrícula. Com isso, esse registro é usado em diversos momentos na vida do aluno dentro da faculdade.
Alguns casos em que se é usado é na hora da chamada dos alunos em cada aula, onde através de câmeras inteligentes o aluno pode ser reconhecido e analisado caso haja falta. Caso o aluno tenha faltado, ele recebe uma mensagem de texto automática confirmando que ele é faltoso. Tal prática diminuiu o tempo da chamada em média em 7 minutos. O objetivo maior, no entanto, é estabelecer uma base de dados e entender quais são as razões que elevam a ausência dos estudantes.

#### Doenças genéticas em recém nascidos
A China é uma das pioneiras e também uma das principais incentivadoras e investidoras da tecnologia de Reconhecimento Facial. Em Xangai, na China, pesquisadores desenvolveram um software que é capaz de identificar sinais de doenças em recém nascidos. Doenças como Síndrome de Down ou Cornella de Lange podem ser diagnosticados rapidamente.
Com a tecnologia de Deep Learning, é possível que, por meio de padrões faciais de bebês, analisar os dados e ser mais assertivo no diagnóstico.

#### Pessoas desaparecidas
Em 2018, diversas pessoas conseguiram ser encontradas por conta do auxílio da tecnologia de reconhecimento facial em câmeras inteligentes instaladas em locais espalhados pelo país. Na China, com essa tecnologia, as câmeras instaladas tem o poder de reconhecer e identificar automaticamente uma pessoa em questão de segundos.
Através de análise de dados e com os algoritmos, o sistema consegue cruzar informações visuais com o registro de centenas de milhões de cidadãos pelo país.

#### Perigos com o FindFace
É um aplicativo que encontra a rede social de pessoas analisando suas fotos. Por um lado pode se pensar que isso pode ajudar até a policia para achar algum criminoso. Porém já que essa ferramenta está disponível para qualquer um, então até os próprios criminosos podem usar para encontrar suas próximas vitimas, podendo ter acesso a algumas informações sobre a pessoa (lugares que costuma visitar, cidade e bairro que mora, se costuma ostentar, ou melhor, se tem dinheiro).[carece de fontes?]

## Sistemas de reconhecimento facial em países europeus
É notório que quando falamos de Reconhecimento facial, ainda mais quando se trata de países europeus, é provável imaginar políticas totalmente privativas e autoritárias de segurança, mas é importante ressaltar, que além de garantir a segurança, sistemas de reconhecimento facial, pode também servir de agente facilitador para a população que dela desfruta corretamente.

### Alemanha e país de Gales
Na Alemanha, o recurso está sendo testado em uma estação de Berlim para ser utilizado em investigações antiterroristas. O programa será testado em voluntários e o objetivo é poder expandir o projeto e utilizá-lo não só na luta contra o terrorismo, mas em crimes graves em lugares em que há câmeras de vigilância.
A polícia do sul do País de Gales está utilizando uma van que fica posicionada em pontos estratégicos do país. As imagens dos pedestres capturadas pela câmera são comparadas com rostos de um banco de dados e, caso haja alguma semelhança efetiva, o sistema emite uma notificação. Uma prisão já foi realizada em maio deste ano, graças a tecnologia de reconhecimento facial.

### Espanha
Em Madri, na Espanha, sistemas de reconhecimento facial já estão sendo utilizados não só para o aprimoramento da segurança, mas também como um agente facilitador dos cidadãos que lá habitam. Com um sistema de “Entrou, olhou para a câmera, pagou” a cidade de Madri, começou em outubro de 2019 um teste de pagamentos de tickets de viagens de ônibus por sistemas de reconhecimento facial. Para usar este meio de pagamento, os passageiros precisarão fazer o download de um aplicativo, fazer um cadastrar os dados de pagamento e tirar uma selfie, em alta qualidade. Assim, a cada vez que entrar no ônibus, o reconhecimento do rosto da pessoa autoriza imediatamente o débito da passagem na fatura ou conta do cartão cadastrado.
Um tablet altamente tecnológico, instalado no ônibus fará a leitura especifica dos rostos. Na Espanha, não há catracas nem cobradores em seus ônibus. O experimento é feito em parceria com empresas mundialmente conhecidas, como a Mastercard, Santander e a startup Saffe.
O teste  será feito com  apenas cem usuários, em uma linha da cidade, e durará cerca de seis meses. Se obtiver sucesso, será expandido para outros trajetos, numa escalabilidade efetiva de treinamentos e testes. O pagamento por reconhecimento facial também está em testes na China, em cidades como Xangai.

### França
O governo de Emmanuel Macron, presidente da França, está realizando planos para tornar a França o pais europeu pioneiro a usar a tecnologia de sistemas de reconhecimento facial como meio de fornecer a todos cidadãos uma identidade digital, considerada mais segura que os padrões de identificação conhecidas na atual contemporaneidade. O programa de identificação civil digital será usado por um aplicativo chamado “Alicem”, e deve entrar em vigor a partir de novembro de 2019.
A partir desta tecnologia, a população terá acesso aos documentos, impostos, contas bancárias ou até mesmo previdência social,a partir da tecnologia de reconhecimento facial.
A França disse, que ao contrário do que muitos imaginam, tal sistema de identificação não será utilizado para controlar as atividades e padrões de vida da população que utilizar desta tecnologia. Diferentemente de países como China e Cingapura, o governo francês afirmou que não vai integrar a biometria de reconhecimento facial no banco de dados de identidade dos cidadãos, desejando não tornar a tecnologia como um modo de vigilância autoritária ou monótoma. O Ministro do Interior, responsável por desenvolver o aplicativo “Alicem”, prometeu que os dados serão totalmente excluídos, logo após que o processo de inscrição no aplicativo chegar ao fim.
A novidade, segundo o governo francês, procura aumentar também, a segurança da população, porém, a discussão causou certa discórdia no país. O órgão regulador de dados da França dissertou que o programa pode violar a regra de consentimento europeu de segurança, e um grupo de privacidade contestou o mais alto tribunal administrativo da França. Um “hacker” chamado Robert Baptiste levou cerca de uma hora para invadir um aplicativo de mensagens do governo este ano - que era considerado "altamente seguro" - o que levantou determinadas suspeitas a respeito dos padrões de segurança do Estado Francês.
Além da utilização de identidade visual, a França decide utilizar do sistema de reconhecimento facial para evitar filas e esperas para viagens aéreas. A partir de 2020, os passageiros poderão depositar sua bagagem e embarcar apenas mostrando seu rosto em um ponto de identificação do próprio aeroporto.
De acordo com a revista francesa L’Express, a grande empresa Air France oferecerá tal serviço de identificação, que substituirá os cartões de embarque tradicionais de papel pelo celular, diminuindo bruscamente o tempo de espera para embarque.
Para realizar essa experiência de um ano, a ADP deverá seguir estritamente as instruções da Comissão Nacional de Computação e Liberdade da França (CNIL), órgão responsável por respeitar e vigiar a privacidade e o uso dos dados dos cidadãos que a este serviço estão submetidos.

## Tecnologia na China
De fato, a China é uma potencia tecnológica mundial, e luta a cada dia para manter este posto, a partir de massivos investimentos em inovações e tecnologias de ponta.
Um investimento  chinês bastante recorrente nos dias atuais, são os sistemas de reconhecimento facial por eles utilizados, que com cerca de 170 milhões de câmeras instaladas até 2018,segundo a BBC, vale ressaltar que são bem diferentes do contemporâneo sistema presente no Brasil.
Para um país com mais de 1,4 bilhão de habitantes, pode parecer impossível cogitar a ideia de vigiar e entender o que os mesmos andam fazendo diariamente, mas a China aposta firmemente que é possível, e está em busca de tornar isso realidade.[carece de fontes?]

### A cidade mais vigiada da China
Na província de Xinjiang, no extremo oeste da China, a região mais vigiada do país, a partir de conversas, áudios, fotos e vídeos compartilhados entre smartphones, resultando em um farto banco de dados regional, já é possível que seja associada a sistemas de vigilância acoplados às câmeras equipadas por toda a região, para que seja realizado uma vigilância de toda a população que à estes meios estão expostas.[carece de fontes?]

### Opinião pública chinesa
Apesar de parecer uma técnica totalmente autoritária, em que o rosto de toda população fique exposto mediante meios de reconhecimento, 83% da população de Xinhua, [carece de fontes?]tais sistemas são considerados como uma maneira a mais de garantir a segurança da sociedade. Desta forma, apesar de parecer uma técnica cujos parâmetros de  preservação de identidade escassa, possui um determinado apoio popular.[carece de fontes?]

### Caso de sucesso chinês
Em 2018, em meio a cerca de 60 mil pessoas, em um concerto de Rock em Nanchang, “Ao”, como era conhecido, foi preso, graças ao sistema de reconhecimento facial atrelado ao banco de dados de procurados da região.[carece de fontes?]

## Inovações

### Identificação de animais perdidos
Uma startup chinesa Megvii, que ajuda o governo chinês com soluções de reconhecimento facial, criou um sistema que identifica rostos de animais de estimação. Para utilizar ele os donos dos animais tem que fornecer fotos em diferentes ângulos e cadastrar no app, para que assim possa se gerado um banco de dados e então podendo ajudar a localizar animais perdidos. Além de ajudar a procurar os animais perdidos, o aplicativo quer auxiliar o governo chinês a fiscalizar se os donos dos animais estão seguindo as regras do país sobre a tutela.

### Identificação de expressões de medo
A tecnologia de reconhecimento facial da Amazon, o Relognition teve uma nova atualização, agora ela permite identificar expressões de medo por meio de análise de imagens. Anteriormente, esse serviço permitia reconhecer somente as emoções: felicidade, tristeza, raiva, nojo, surpresa, calma e confusão.[carece de fontes?]
Essa tecnologia foi desenvolvida para necessidade do público ao facilitar analise de imagens e vídeos, porem ele está sendo usado por agências do governo dos Estados Unidos. Com isso alguns grupos de defesa dos direitos civis pedem para que a Amazon pare de fornecer essa tecnologia para a aplicação de leis. No entanto, ocorre um grande jogo de interesses por parte da empresa.

### Publicidade
Pesquisas estão sendo realizadas para melhora a eficiência do modo que aparece as publicidades para o usuário, uma delas é usando o reconhecimento facial. Uma dessas inovações está sendo testadas em alguns metrô, que no qual é um telão onde ele reconhece quais são as pessoas que estão naquele local e faz uma analise de dados para ver quais os interesses dessas pessoas e assim chegar a uma conclusão de quais são os interesses em comum daquele grupo de pessoas.

### Sistema burlado por crianças
Na Irlanda ocorreu um caso no qual um político estava intrigado que seu notebook estava descarregando mais rápido, até que descobriu que seus filhos estavam usando um panfleto dele para desbloquear o notebook pelo reconhecimento facial, “sorte” dele que não trouxe nenhum prejuízo. Esse é um dos motivos que algumas empresas afirmam, no qual não deve-se confiar apenas na tecnologia de reconhecimento facial pois ela tem muito no que melhorar.